# Karl Filtsch
Carl Filtsch (Sebeș, Romania, 28 de maig de 1830 – Venècia, Itàlia, 11 de maig de 1845) fou un pianista i compositor de Transsilvània. Fou un infant prodigi.

Fou deixeble de Mittag, Liszt i Chopin. Als tretze anys va fer la seva primera aparició publica a Londres sorprenent no tan sols per la seva tècnica, sinó per la força emocional de les seves interpretacions. Segons testimonis dels tècnics, Chopin deia del petit Filtsch que l'avantatjava en l'execució expressiva de la música. Liszt, després d'escoltar-lo en un concert, exclamà: 
| « | Quan aquest noi comenci a córrer pel món, hauré de tancar el meu establiment. | » |

 Desgraciadament no es realitzaren aquestes esperances, perquè el jove prodigi morí tuberculós el 1845.